# Chimay (piwo)

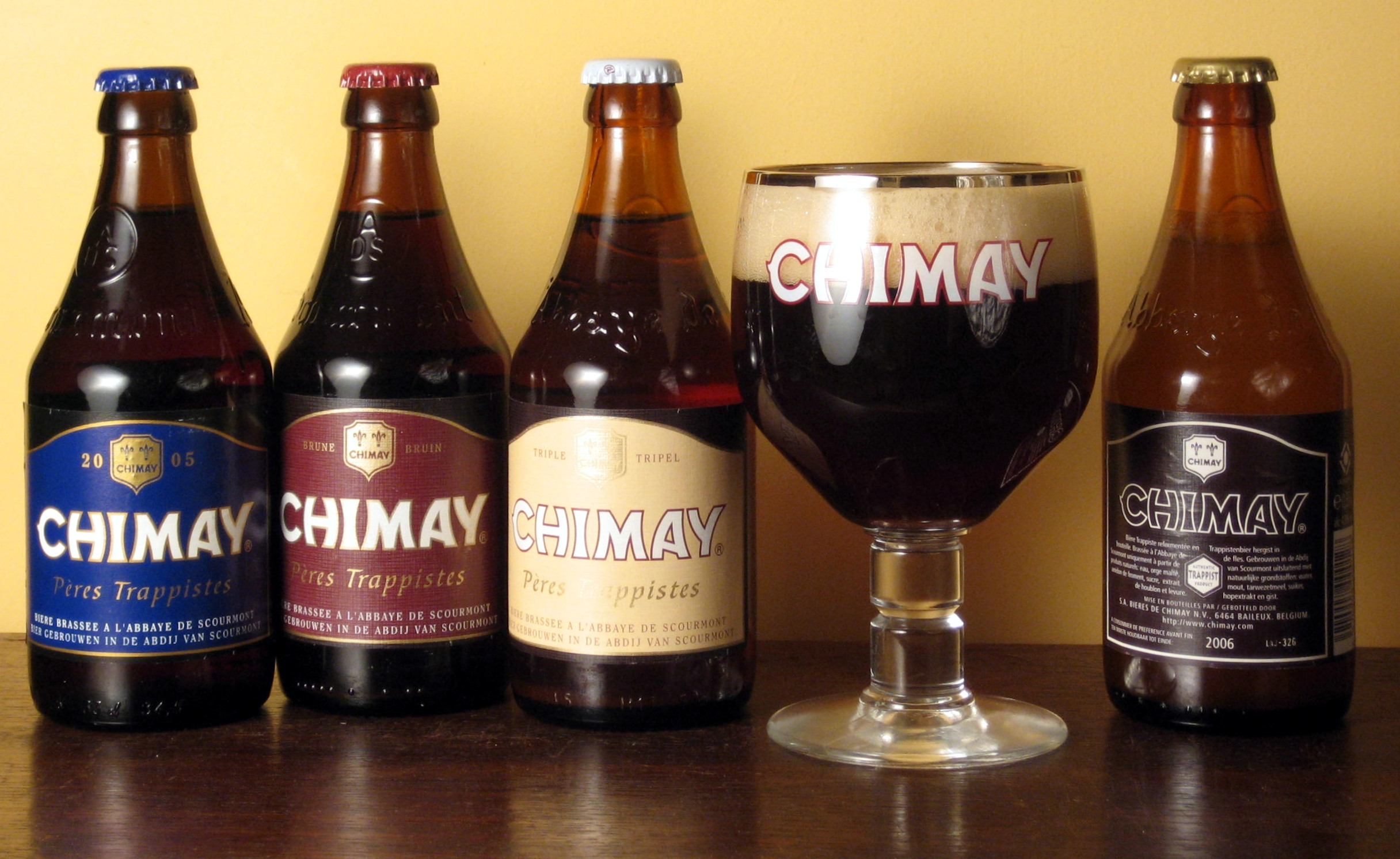
Chimay: bleue, rouge, triple, dorée

Chimay (wym. szimé) – piwo warzone przez opactwo trapistów Notre-Dame de Scourmont w belgijskim mieście Chimay.

## Historia
Notre-Dame de Scourmont ufundowane zostało jako opactwo cystersów w 1850 r. przez księcia von Chimay. Poprosił on wówczas mnichów z opactwa trapistów św. Sykstusa z Westvleteren o założenie klasztoru. Piwo w opactwie zaczęto warzyć w 1862 r. Obecnie piwa sygnowane są skrótem ADS – Abbaye de Scourmont oraz Authentic Trappist Product.

## Odmiany piwa

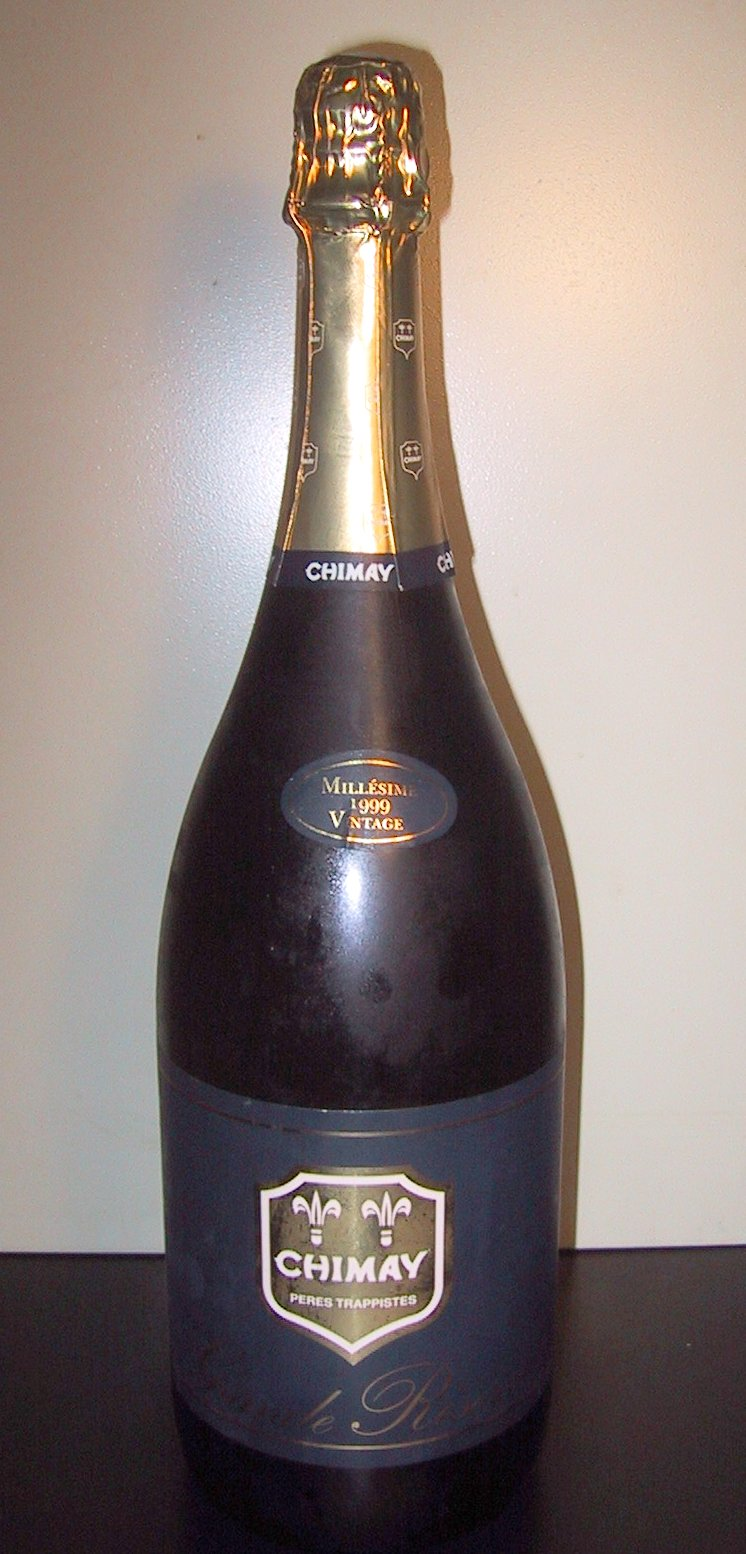
Chimay bleue grand 1999 Vintage

Chimay jest piwem niefiltrowanym i niepasteryzowanym i warzone jest w czterech odmianach:
- Chimay dorée (złoty chimay) – lekkie piwo o jasnozłotej barwie i zawartości alkoholu 4,8%.
- Chimay rouge (czerwony chimay) – piwo typu dubbel o miedzianej barwie i złożonym słodowo-owocowym profilu. Fermentowany jest z brzeczki o zawartości ekstraktu 15,5% e.w.[2] Po fermentacji zawiera 7% alkoholu. Dostępne jest w butelkach 0,33 oraz 0,75 l z korkiem i drucianym kabłąkiem. Kondycjonowany do butelek 0,75 l nosi nazwę chimay première. Jest to najstarsze piwo z obecnej serii chimay.
- Chimay triple lub chimay blanche (biały chimay) – mocne piwo o jasno bursztynowej barwie i delikatnym, wytrawnym smaku. Należy do odmiany tripel. Zawiera 17,3% e.w. i 8% alkoholu. Dostępne jest w butelkach 0,33 oraz 0,75 l. W butelkach 0,75 l nosi nazwę Cinq Cents. Jest to najmłodsze piwo z serii chimay.
- Chimay bleue (niebieski chimay) – mocne, ciemne piwo o zawartości ekstraktu 19,6% i alkoholu 9%. Posiada złożony smak z akcentami sherry, orzechów, lukrecji, anyżu i owoców. Ma charakter dubbela, jednakże jest dużo mocniejsze. Rozlewane jest do butelek 0,33, 0,75, 1,5 oraz 3 l. W butelkach 0,75 l zwane jest Grande Réserve i sygnowany jest rokiem warzenia. Piwo dojrzewa i refermentuje w butelkach nawet kilka lat.

Obecnie w opactwie wytwarzanych jest ok. 130 000 hl piwa chimay, z czego 30% przeznaczone jest na eksport. Piwo rozlewane jest do butelek poza opactwem, w Baileux.

## Degustacja
Optymalna degustacja chimay rouge i chimay bleue powinna odbywać się w temperaturze 10-12 °C. Chimay triple należy pić nieco bardziej schłodzony do 6-8 °C. Piwo należy pić w czystych kielichach. Nalewając piwo należy lekko przechylić kielich i nie przerywając przelać wolno zawartość butelki w taki sposób, aby pozostawić na dnie butelki ok. 1 cm. Pozostałą część piwa z osadem drożdżowym należy zamieszać i wlać do kielicha.